# Moise Tshombe
Moise Kapenda Tshombe (escrito a veces Moisés Tshombé o Tchombe). (Musumba; Congo Belga, 10 de noviembre de 1919 - Argel, Argelia, 29 de junio de 1969) fue un político de la República Democrática del Congo y antiguo presidente del secesionista Estado de Katanga. 

## Biografía
Hijo de un hombre de negocios, Joseph Kapend Tshombe, el primer negro multimillonario del Congo Belga, era el primogénito de 11 hijos y descendiente directo de Mwata Yamvo, rey Lunda. Estudió en una escuela de misioneros estadounidenses, y luego contabilidad. En los años 1950, dirigió una cadena de comercios en Katanga, y entró en política, fundando el partido CONAKAT, que propugnaba la independencia de Katanga.
En las elecciones legislativas de 1960, el CONAKAT asumió el poder en la provincia de Katanga. La República Democrática del Congo alcanzó la independencia, y Tshombe y el CONAKAT declararon la secesión de la provincia del resto del Congo el 11 de julio de 1960. Estallaron graves disturbios étnicos y los katangueses procedieron a expulsar a los inmigrantes kasais, de la etnia luba, a los que la administración colonial había llevado para que trabajasen en las minas. Hubo muchos muertos.
Cristiano, anticomunista y prooccidental, Tshombe fue elegido presidente de Katanga en agosto de 1960, anunciando que "nos secesionamos del caos" (refiriéndose a los disturbios producidos en el país tras la proclamación de la independencia). Algunos analistas creen que Tshombe propició esta secesión al no ser incluido en el gobierno de Lumumba. Como pretendía seguir manteniendo relaciones privilegiadas con Bélgica y en especial con la Unión Minera del Alto Katanga, Tshombe solicitó al Gobierno belga ayuda para constituir y adiestrar un ejército katangués. Francia, también deseosa de aprovecharse del mineral katangués, envió como refuerzo al mercenario Bob Denard y a sus hombres. El primer ministro Patrice Lumumba y su sucesor Cyrille Adoula pidieron por su parte la intervención de las Fuerzas de las Naciones Unidas, que respondió favorablemente. 
Cuando Lumumba, tras las tensiones habidas con Joseph Kasa-Vubu y Joseph Mobutu, fue enviado al Gobierno de Katanga en enero de 1961, fue torturado y ejecutado. Parece ser que el propio Moise Tshombe asistió personalmente con sus ministros Kitenge, Munongo, Kibwe, y los belgas Gat y Verscheure a la ejecución de Lumumba. 
Sin embargo, una reciente investigación llevada a cabo por el Parlamento belga, la "Comisión Lumumba" de 2001, exculpó de modo tajante al líder secesionista a la vez que cuestionaba de modo implícito el comportamiento de los servicios paralelos estadounidenses y belgas. Las Naciones Unidas tardaron dos años en retomar el control de Katanga para el Gobierno congoleño. 
En 1963, la toma de Katanga por parte de las fuerzas de las Naciones Unidas obligó a Moise Tshombe a exiliarse primero a Rodesia del Norte (actual Zambia), y más adelante a España.
En 1964, regresó al Congo para formar parte de un nuevo gobierno de coalición como primer ministro. Decidió expulsar de Kinshasa a los Congoleños de Brazzaville (las 2 capitales están frente a frente, y sus habitantes están bastante mezclados y hablan las mismas lenguas). Fue cesado un año después por el presidente Joseph Kasavubu. En 1966, Joseph Mobutu, que había expulsado a Kasavubu un año antes, acusó a Tshombe de traición, por lo que tuvo que volver a huir a España. Fue recibido en París por el presidente de Gaulle en noviembre de 1964.
En 1967, fue condenado en rebeldía a muerte. En junio, el avión en el que viajaba fue secuestrado y desviado a Argelia, en donde se le encarceló hasta su muerte en 1969 por un ataque cardíaco.